# 77丁目駅 (BMT4番街線)
77丁目駅（77ちょうめえき、英語: 77th Street）はブルックリン区ベイ・リッジの77丁目-4番街交差点に位置するニューヨーク市地下鉄BMT4番街線の駅で、R系統が終日停車する。

## 駅構造
| G           | 地上階                         | 出入口 |
| B1          | 改札階                         | 改札、駅員詰所、メトロカード自動券売機                                                                                                 |
| B2 ホーム階 | 相対式ホーム、右側の扉が開く。 | 相対式ホーム、右側の扉が開く。 |
| B2 ホーム階 | 北行線                         | ← フォレスト・ヒルズ-71番街駅行き (ベイ・リッジ・アベニュー駅) ← 深夜帯：ホワイトホール・ストリート駅行き (ベイ・リッジ・アベニュー駅) |
| B2 ホーム階 | 南行線                         | → ベイ・リッジ-95丁目駅行き (86丁目駅) →                                                                                               |
| B2 ホーム階 | 相対式ホーム、右側の扉が開く。 | |

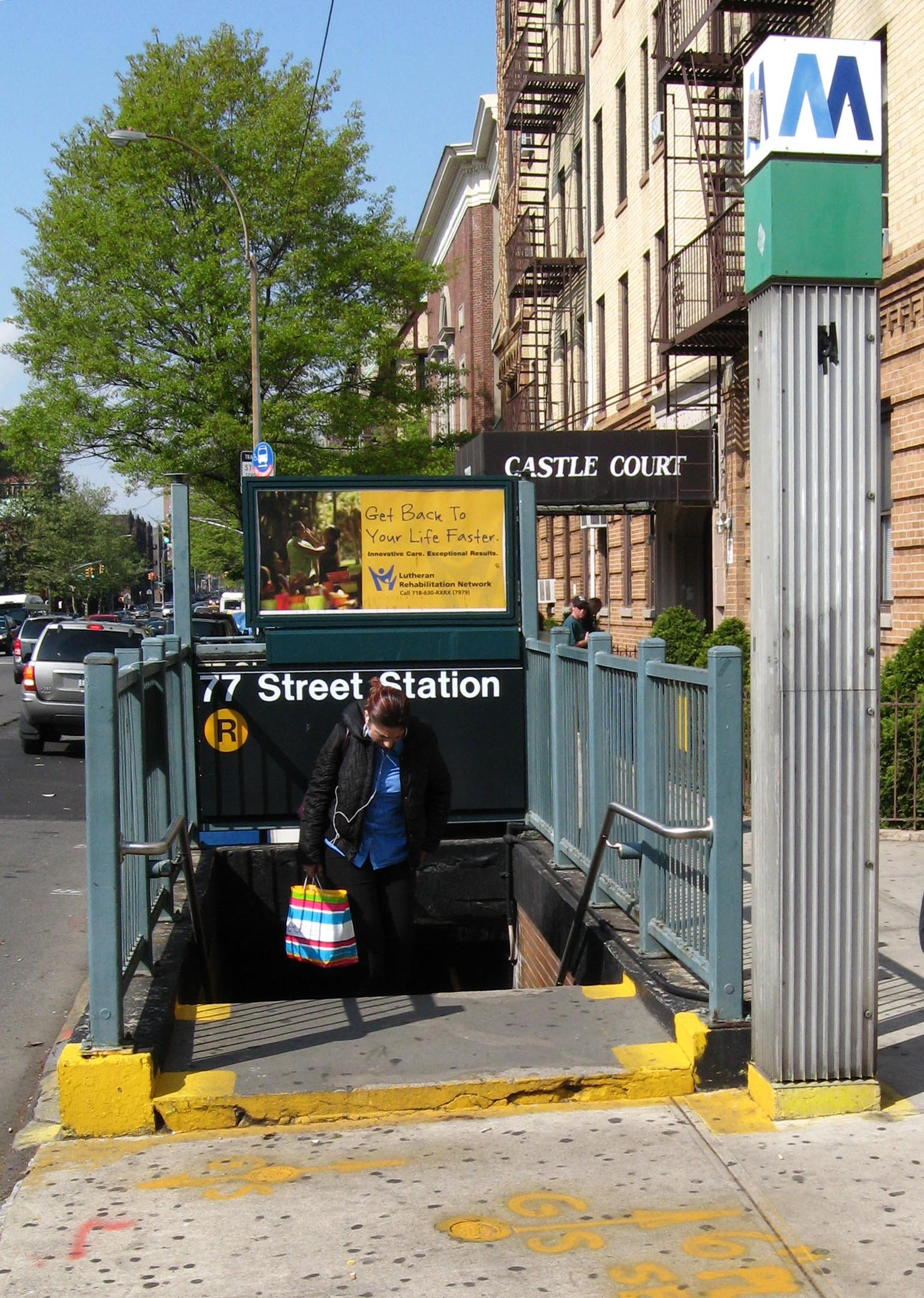
4番街東側の階段

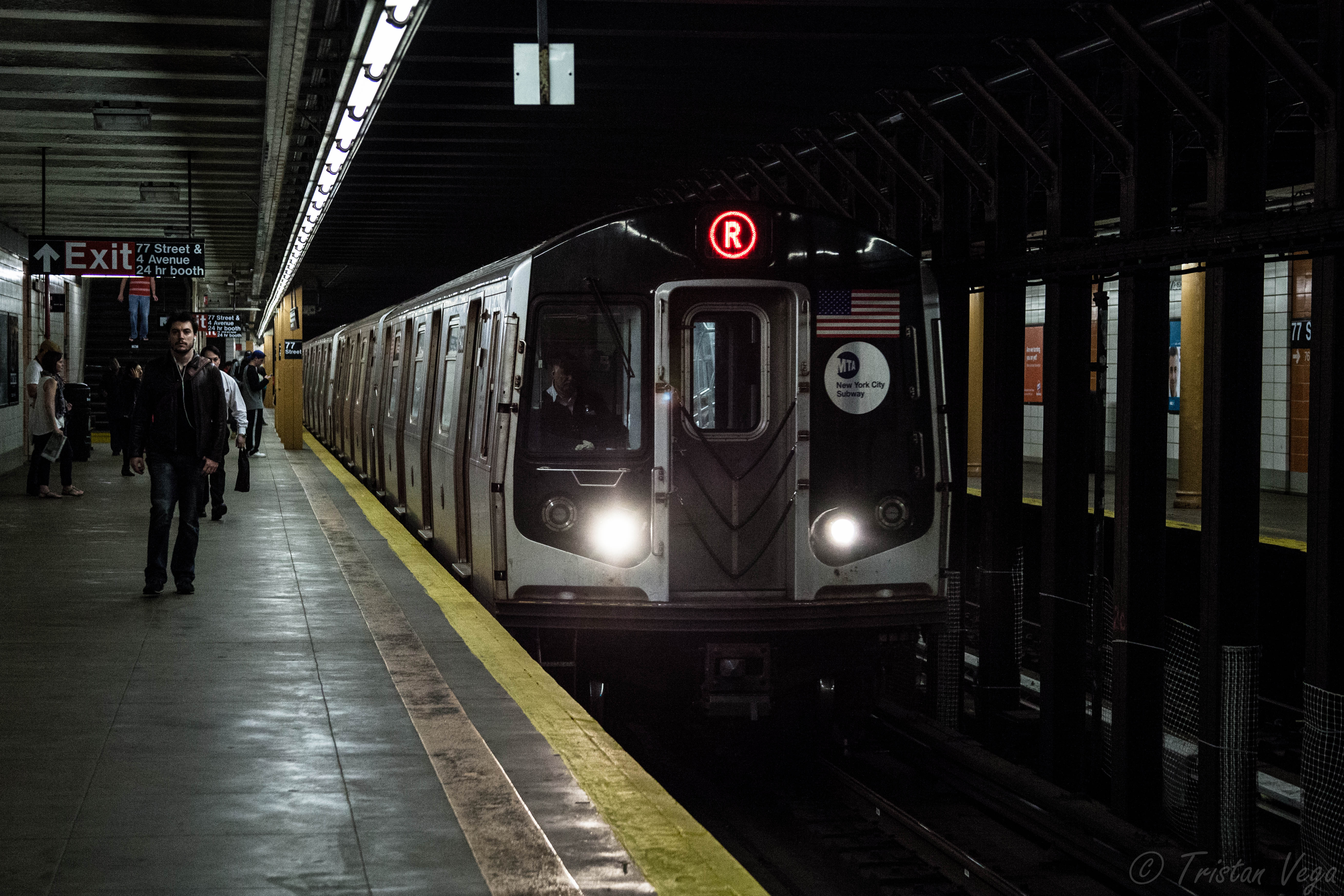
北行R系統が到着する

1916年1月15日に開業した駅は相対式ホーム2面2線の地下駅である。駅は1970年代後半に改装され、白と赤の壁面タイルにニューヨーク市地下鉄標準の黒地に白字の駅名標が設置されている。また、出入口への案内表記も設けられている。柱は中央と端にあり、端の部分は1950年代に延伸された部分となっている。
59丁目駅から86丁目駅までは複々線にできるよう準備がされており、北行ホームの下に路盤のスペースがある。これは北隣のベイ・リッジ・アベニュー駅も同様である。

### 出入口
ホーム上の改札から4番街と77丁目交差点の北西・北東に階段が1つずつ出ているほか、南行ホームには出口専用改札があり、こちらは76丁目と4番街交差点北西に出ることができる。